# Lopholaena cneorifolia
Lopholaena cneorifolia là một loài thực vật có hoa trong họ Cúc. Loài này được (DC.) S.Moore mô tả khoa học đầu tiên.